# João Augusto de Oliveira Muzanty
João Augusto de Oliveira Muzanty (Coração de Jesus, Lisboa, 17 de Outubro de 1872 - Benfica, 21 de Março de 1937) foi um militar e administrador colonial português. Foi Governador da Província da Guiné entre 1906 e 1909.

## Biografia

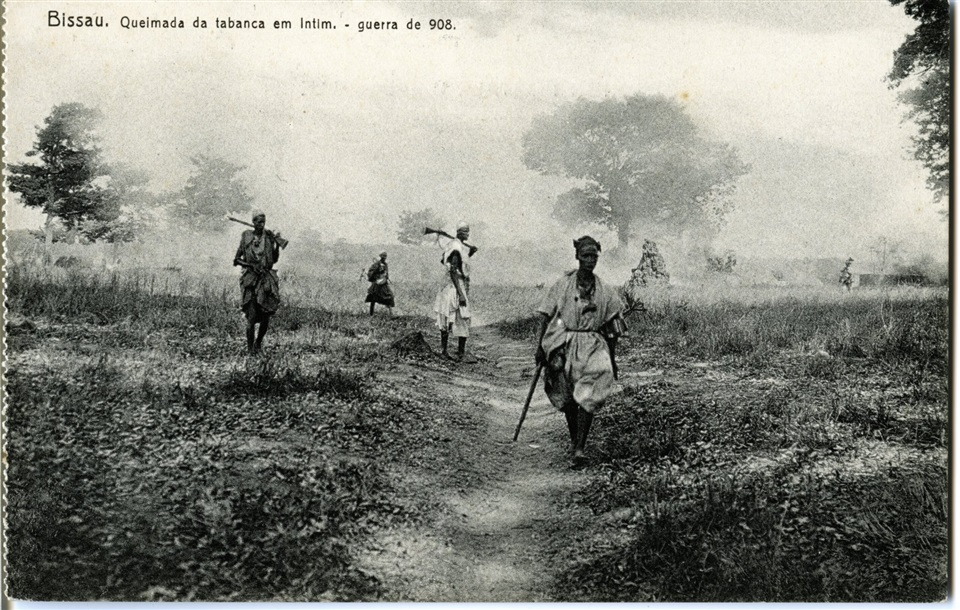
Queimada da tabanca de Intim, na guerra de 1908

João Augusto nasceu na freguesia do Coração de Jesus, em Lisboa, a 17 de Outubro de 1872, filho de João Luís Muzanty Júnior, tenente do Estado-Maior, e de Emília Cândida de Lacerda Pamplona Corte-Real Bettencourt de Oliveira.
Em Junho de 1906 foi nomeado Governador da Província da Guiné, onde chegou a 13 de Agosto desse ano. Manteve-se no cargo até 28 de Janeiro de 1909.
Enquanto governador, Oliveira Muzanty organizou e comandou diversas operações militares: Entre 21 de Março e 28 de Abril de 1907, no Oio; entre 21 de Novembro desse ano e 31 de Janeiro de 1908, no Geba; e de 19 de Março a 15 de Maio de 1908 na Ilha de Bissau, participando nos combates de Gã-Turé, nos dias 6 e 7 de Maio, e de Intim, entre 4 e 8 de Maio.
Faleceu a 21 de março de 1937 na Casa de Saúde de Benfica, sendo sepultado no Cemitério do Alto de São João. Em Abril de 1946 o seu corpo foi trasladado, por disposição testamentária da sua viúva, para o jazigo dos pais no Cemitério dos Prazeres.

## Legado
Em 1950 foi erguida em Bafatá, na Guiné-Bissau, uma estátua em sua homenagem, da autoria do escultor António Duarte. A estátua permaneceu intacta após a independência, embora tombada no chão. Em 1992 uma realizadora cinematográfica dinamarquesa, produzindo um filme intitulado Amélia, financiado por instituições dinamarquesas e suecas, resolveu partir a estátua para exemplificar como haviam sido derrubadas as estátuas erguidas pelos portugueses. A destruição da estátua não fora autorizado pelas autoridades guineenses, que apenas tiveram conhecimento do vandalismo após o facto consumado. Atualmente permanece ainda o pedestal.